# Vincent Fernandez
Pour les articles homonymes, voir Fernandez.
Vincent Fernandez, né le 31 janvier 1975 à Saint-Germain-en-Laye, est un footballeur français qui évolue au poste de gardien de but de 1994 à 2012. Il est le beau-frère de Patrick Guillou.

## Biographie
Formé au Paris FC puis au Paris SG, il part en prêt à Chateauroux, avant de revenir au PSG où il devient la doublure de Bernard Lama, puis de Christophe Revault. La saison 1997-98 est l'une de ses plus belles saisons, car s'il ne joue pas beaucoup en championnat, il est titulaire dans les deux coupes qu'il gagne tour à tour. 
En 1998, le club de Sochaux qui vient juste de retrouver la division 1 lui propose une place de titulaire. Il reste quatre ans là-bas avant de se faire détrôner par Teddy Richert. Le 7 juin 2002, il est licencié pour "faute grave". Il avait refusé d'être remplaçant et de jouer avec la réserve. Sept ans après les faits, le club de  Sochaux est condamné à verser la somme de 1 052 606 Euros au joueur pour "licenciement abusif". 
Il part alors deux ans à Strasbourg mais n'arrive pas à s'imposer. En 2004 il retrouve finalement le club de Châteauroux (Ligue 2), où il devient le gardien titulaire et indiscutable de l'équipe. Il quitte le club après la saison 2011-2012.
Il est désormais joueur de football américain aux Sabres de Châteauroux.

## Statistiques
| Saison                | Club                  | Championnat           | Championnat | Championnat | Coupe nationale | Coupe nationale | Coupe de la Ligue | Coupe de la Ligue | Compétition(s) continentale(s) | Compétition(s) continentale(s) | Compétition(s) continentale(s) | Total | Total |
| Saison                | Club                  | Division              | M.          | B.          | M.              | B.              | M.                | B.                | Comp.                          | M.                             | B.                             | M.    | B.    |
| 1994-1995             | LB Châteauroux (prêt) | Ligue 2               | 20          | 0           | 4               | 0               | 3                 | 0                 | -                              | -                              | -                              | 27    | 0     |
| 1995-1996             | LB Châteauroux (prêt) | Ligue 2               | 19          | 0           | -               | -               | 1                 | 0                 | -                              | -                              | -                              | 20    | 0     |
| 1996-1997             | Paris SG              | Ligue 1               | 7           | 0           | 1               | 0               | -                 | -                 | C2                             | 2                              | 0                              | 10    | 0     |
| 1997-1998             | Paris SG              | Ligue 1               | 6           | 0           | 5               | 0               | 5                 | 0                 | -                              | -                              | -                              | 16    | 0     |
| 1998-1999             | FC Sochaux            | Ligue 1               | 34          | 0           | 2               | 0               | 4                 | 0                 | -                              | -                              | -                              | 40    | 0     |
| 1999-2000             | FC Sochaux            | Ligue 2               | 36          | 0           | 2               | 0               | 3                 | 0                 | -                              | -                              | -                              | 41    | 0     |
| 2000-2001             | FC Sochaux            | Ligue 2               | 38          | 0           | 2               | 0               | 1                 | 0                 | -                              | -                              | -                              | 41    | 0     |
| 2001-2002             | FC Sochaux            | Ligue 1               | 25          | 0           | -               | -               | -                 | -                 | -                              | -                              | -                              | 25    | 0     |
| 2002-2003             | RC Strasbourg         | Ligue 1               | 26          | 0           | 1               | 0               | -                 | -                 | -                              | -                              | -                              | 27    | 0     |
| 2003-2004             | RC Strasbourg         | Ligue 1               | 12          | 0           | -               | -               | 1                 | 0                 | -                              | -                              | -                              | 13    | 0     |
| 2004-2005             | LB Châteauroux        | Ligue 2               | 15          | 0           | 1               | 0               | -                 | -                 | C3                             | 1                              | 0                              | 17    | 0     |
| 2005-2006             | LB Châteauroux        | Ligue 2               | 35          | 0           | 2               | 0               | 1                 | 0                 | -                              | -                              | -                              | 38    | 0     |
| 2006-2007             | LB Châteauroux        | Ligue 2               | 32          | 0           | -               | -               | -                 | -                 | -                              | -                              | -                              | 32    | 0     |
| 2007-2008             | LB Châteauroux        | Ligue 2               | 25          | 0           | -               | -               | 1                 | 0                 | -                              | -                              | -                              | 26    | 0     |
| 2008-2009             | LB Châteauroux        | Ligue 2               | 28          | 0           | -               | -               | 2                 | 0                 | -                              | -                              | -                              | 30    | 0     |
| 2009-2010             | LB Châteauroux        | Ligue 2               | 23          | 0           | -               | -               | 1                 | 0                 | -                              | -                              | -                              | 24    | 0     |
| 2010-2011             | LB Châteauroux        | Ligue 2               | 37          | 0           | 1               | 0               | 1                 | 0                 | -                              | -                              | -                              | 39    | 0     |
| 2011-2012             | LB Châteauroux        | Ligue 2               | 28          | 0           | 5               | 0               | -                 | -                 | -                              | -                              | -                              | 33    | 0     |
| Total sur la carrière | Total sur la carrière | Total sur la carrière | 446         | 0           | 26              | 0               | 24                | 0                 | -                              | 3                              | 0                              | 499   | 0     |

## Palmarès

### En Club
- Vainqueur de la Coupe de France en 1998 avec le Paris SG
- Vainqueur de la Coupe de la Ligue en 1998 avec le Paris-SG
- Champion de France D2 en 2001 avec le FC Sochaux

### EnÉquipe de France
- International Olympiques et Militaires
- Vainqueur de la Coupe du Monde Militaire en 1995